# قصر موكدين
قصر موكدين (بالصينية المبسطة: 盛京宫殿؛ بالصينية التقليدية: 盛京宮殿) أو قصر شنيانغ الإمبراطوري هو القصر الإمبراطوري السابق لأسرة تشينغ.
بني في عام 1625 وكان أول ثلاثة من أباطرة تشينغ يعيشون هناك من 1625 إلى 1644.
منذ انهيار الحكم الإمبراطوري في الصين، تم تحويل القصر إلى متحف يقع الآن في وسط مدينة شنيانغ بمقاطعة لياونينغ.

## التاريخ
بُنِي قصر موكدين في عهد أسرة تشينغ، وتبادلت عليه السلالات والأباطرة حتى انهيار الحكم الامبراطوري في الصين ليتحول إلى متحف.
وقد أضيفت إلى القصر على مر العصور العديد من الهياكل والقاعات التي جعلته شاهدا فريدا على كل حقبة، وهو يضم الآن أكثر من 300 مبنى على مساحة 60 ألف متر مربع.
وقد أصبح قصر موكدين ضمن قائمة التراث العالمي لليونسكو منذ عام 2004، ليكون أثرا فريدا من نوعه يهم البشرية كلها خاصة مع رصيد من الآثار يصل إلى 10 آلاف قطعة أثرية.

## معرض صور

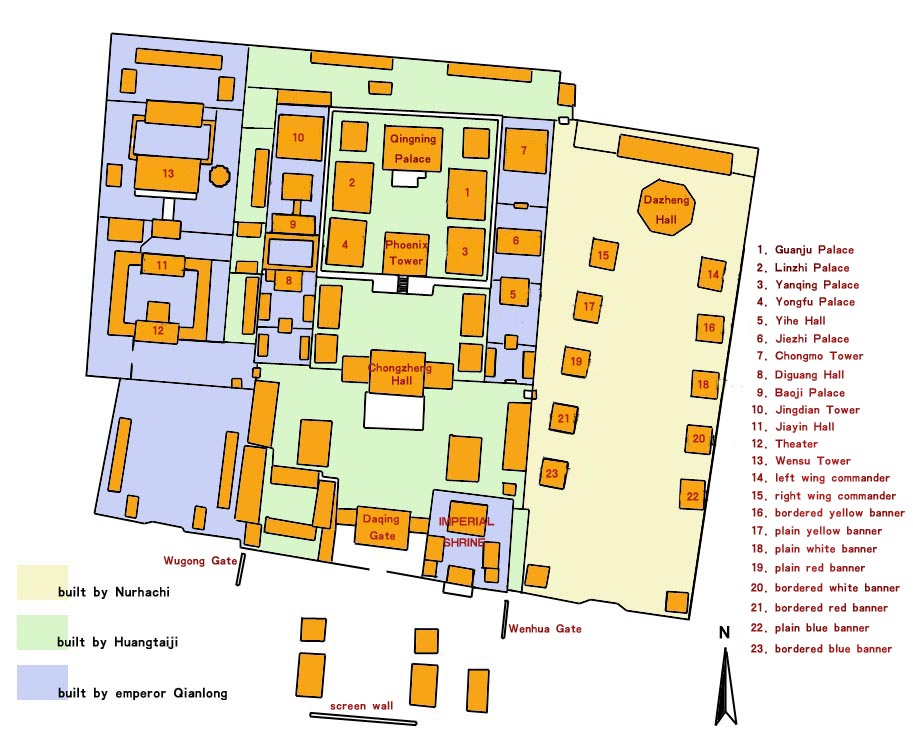
خريطة القصر
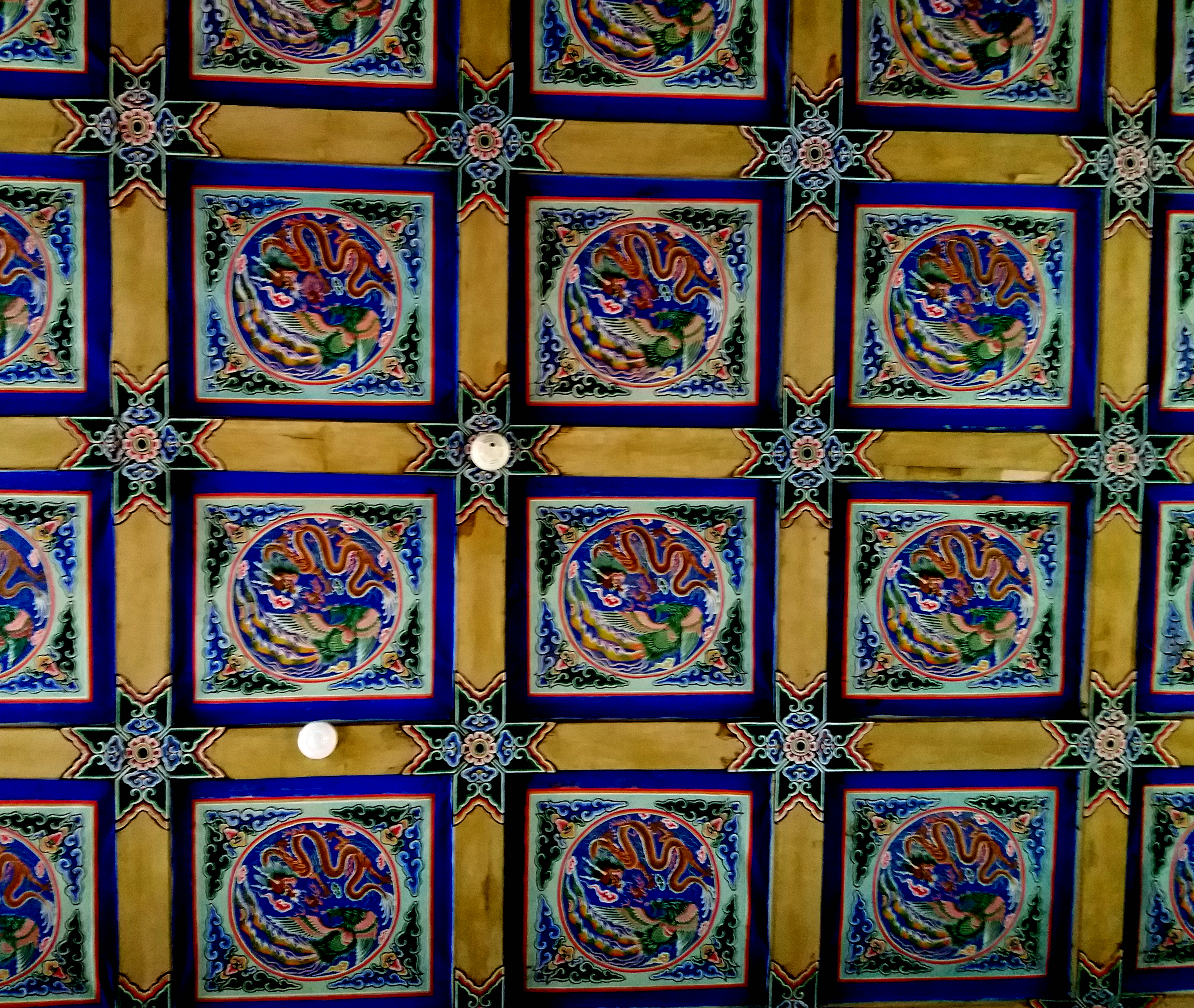
سقف القصر
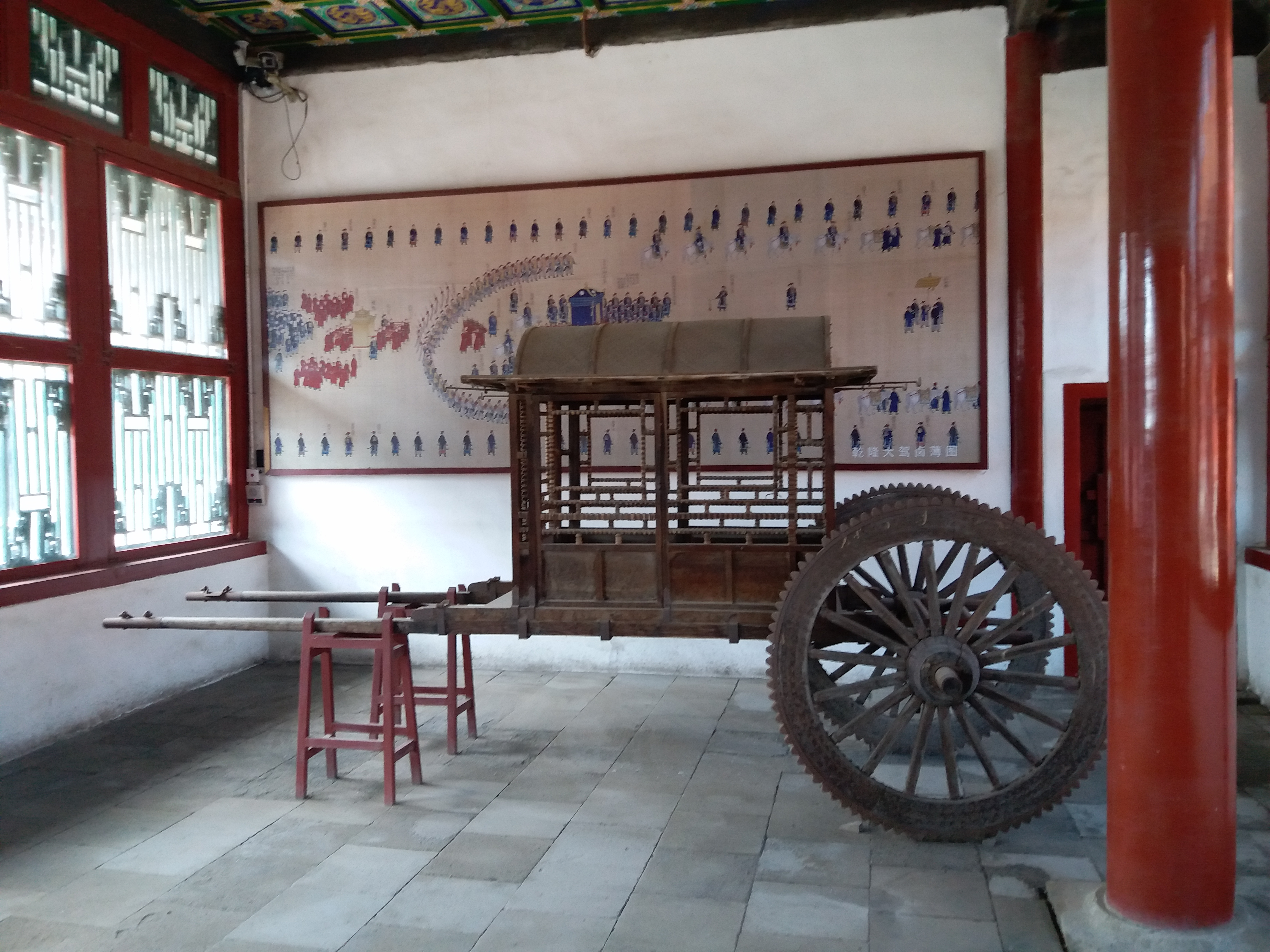
عربة قديمة
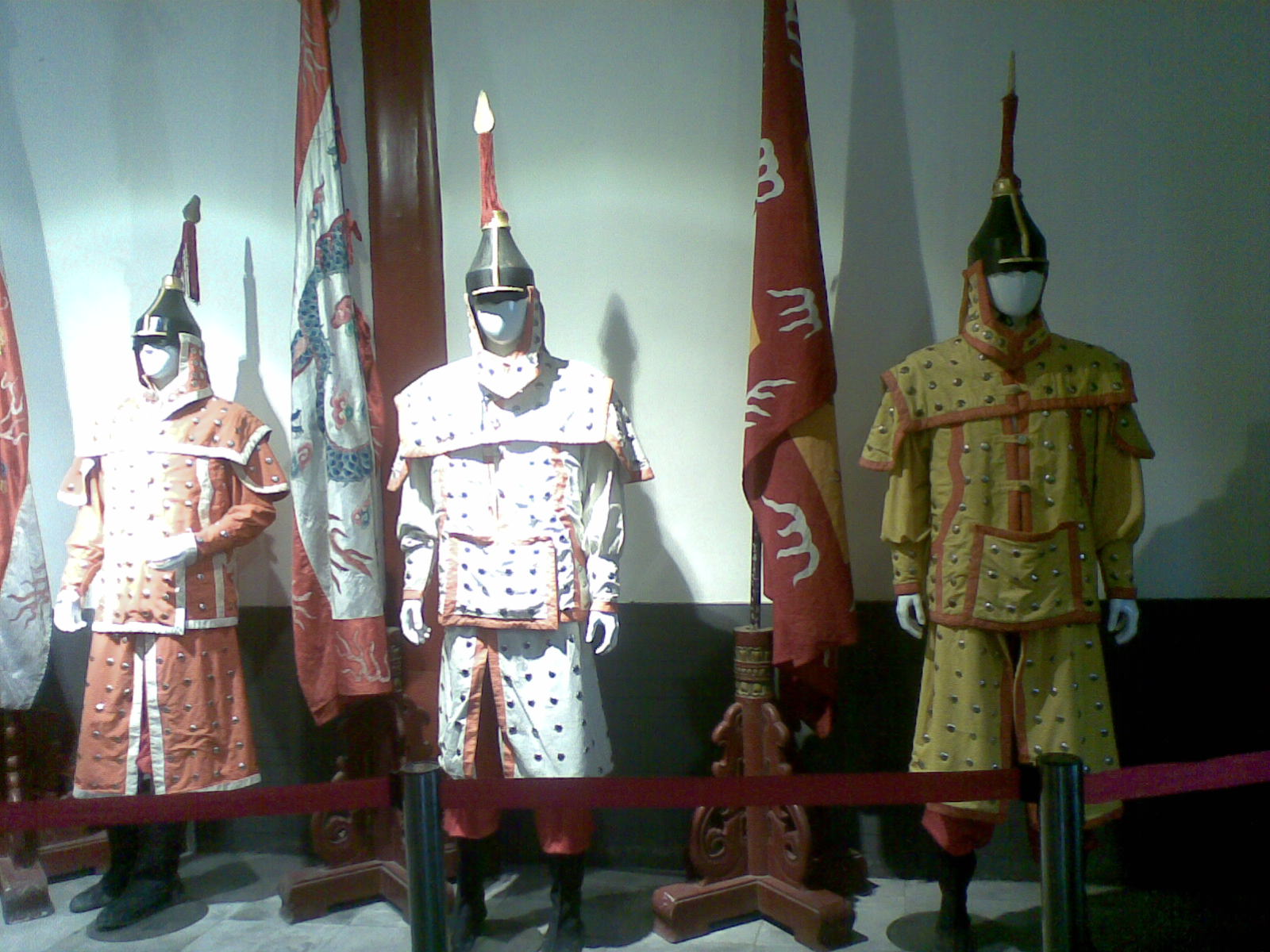
تماثيل داخل القصر
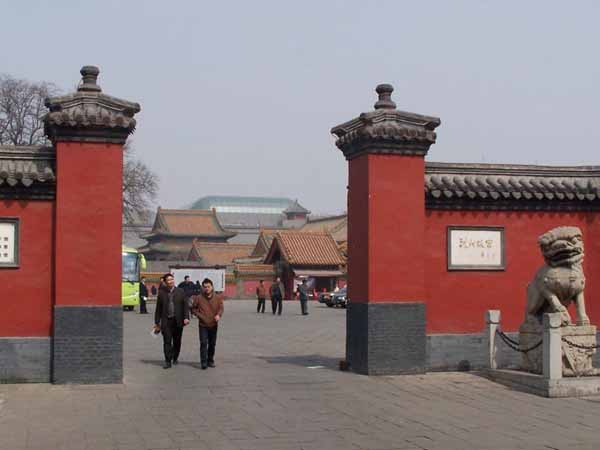
بوابة القصر